# Distrito de Tres Unidos

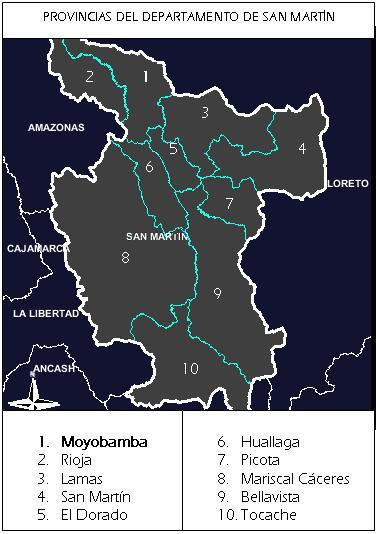
División política del Departamento de San Martín.

El distrito de Tres Unidos es uno de los 10 que conforman la provincia de Picota, en el departamento de San Martín, bajo la administración del Gobierno Regional de San Martín, en el Perú.

## Historia
El distrito fue creado mediante Ley del 19 de febrero de 1965, en el gobierno del Presidente Fernando Belaúnde.

## Geografía
La capital es el poblado de Tres Unidos que se encuentra situada a 240 m s. n. m. a orillas del caudaloso río Huallaga.

## Autoridades

### Municipales
- 2023-presente
  - Alcalde: Neil R. Arista García

- Regidores: Dianith del Águila
- 2019-2022
  - Alcalde: Griserio Tocto Ciesa
- 2015-2018
  - Alcalde: Homero Mendoza Pinchi
  - Regidores: Cindulfo Cano Herrera, Santos Guevara Paz, Marianely García Ojeda, Edwin Sánchez Pérez, Orestes Monsalve
- 2011-2014[1]
  - Alcalde: Waldir Mendoza Pinchi, del Partido Aprista Peruano (PAP).
  - Regidores: Fausto Saldaña Delgado (PAP), Nelson Tantalián Castañeda (PAP), Leiva Carvajal Pinchi (PAP), Manuela Del Águila García (PAP), Misael Pinchi Guerra (Nueva Amazonía).
- 2007-2010
  - Alcalde: Jaime Linares García.

## Festividades
- Fiesta de San Juan